# Георги Тодоров (юрист)
Вижте пояснителната страница за други личности с името Георги Тодоров.
Георги Георгиев Тодоров е български юрист, министър на транспорта, информационните технологии и съобщенията в първото служебно правителство на Стефан Янев в периода 12 май – 16 септември 2021 г.

## Биография
Роден е през 1972 г. в Смолян. Дипломира се в специалност право в Юридическия факултет на УНСС. Работи в Министерство на транспорта, информационните технологии и съобщенията, Столична община и частния бизнес.
Той е заместник-министър на транспорта, информационните технологии и съобщенията в три правителства, председател на Управителния съвет на ДП „Пристанищна инфраструктура“, председател на Съвета на директорите на „Информационно обслужване“ АД, председател на Съвета на директорите на „Български пощи“ АД, заместник-председател на Съвета на директорите на „Пристанище Бургас“, член на Съвета на директорите на „България Еър“ ЕАД.